# Khuen-Belasi
I Khuen von Belasy (versione moderna: Khuen-Belasi) sono una famiglia nobile originaria del Tirolo appartenente alla più antica nobiltà del territorio. Nel corso della storia, la famiglia si stabilì anche in Bassa Austria e Boemia e si diramò in più linee dinastiche. Nel 1630 ricevettero il titolo comitale dall'imperatore Ferdinando II d'Asburgo. La famiglia risiede tuttora in Alto Adige e in Austria.

## Storia

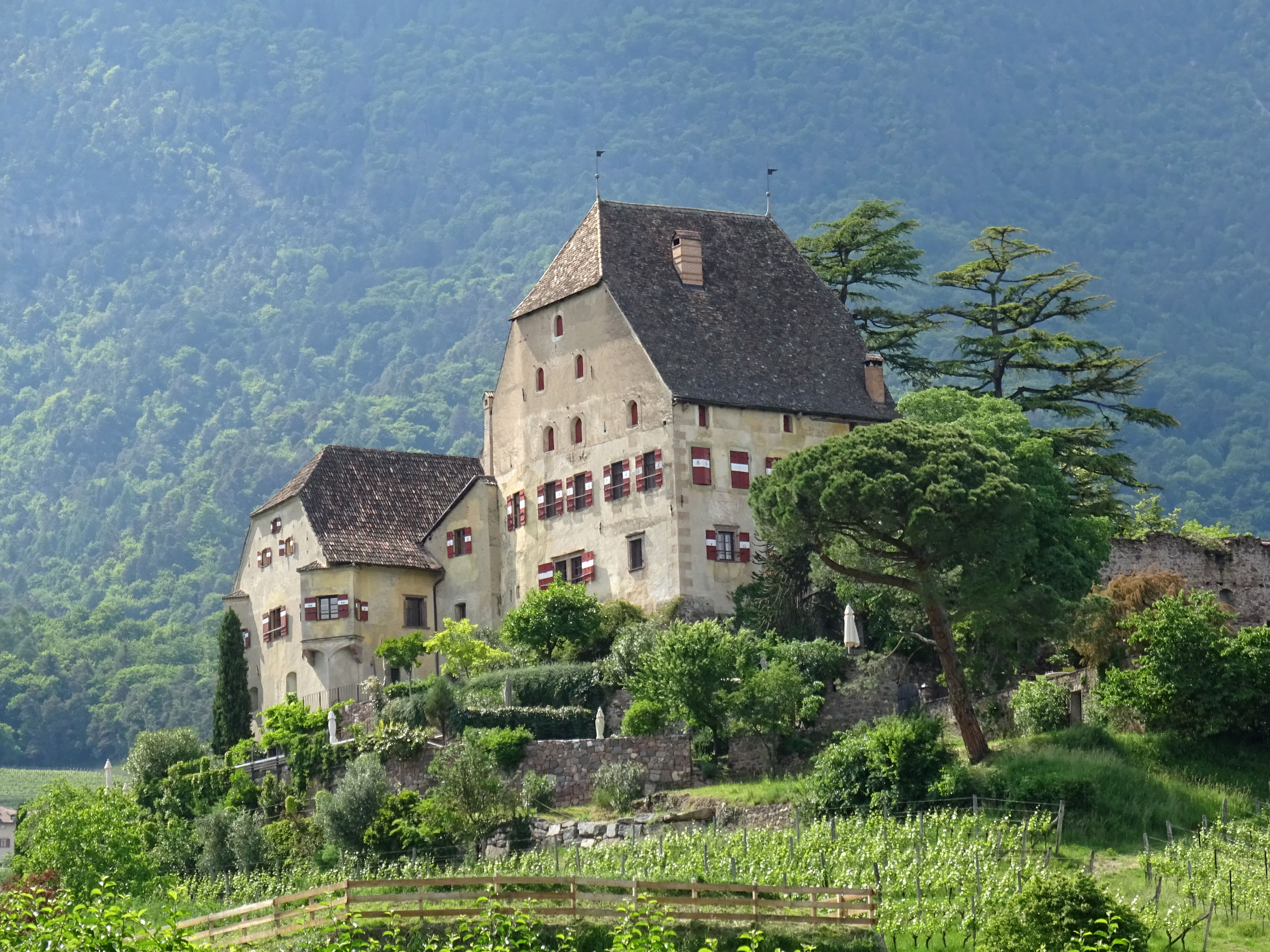
Castel Englar

### Etimologia
Il nome della famiglia deriva dal dominus Corrado di Termeno, detto "Khuen". Questo appellativo era il diminutivo del nome Chunradus, inoltre fungeva da soprannome col significato di "coraggioso".

### Le origini dei Khuen
È probabile che i Khuen discendano dall'antica famiglia di Termeno de Groaba-Grube, che viene menzionata per la prima volta in documenti ufficiali il 13 e 14 luglio 1111 a Bolzano, quando furono citati Egeno e Otto "in der Grube von Tramin". Questa famiglia è citata anche nel secolo successivo con Egeno "in der Grube von Tramin", attestato nelle fonti tra il 1209 e il 1229. Questa discendenza, supportata da alcune fonti genealogistiche, troverebbe conferma nella ricorrenza del nome Egeno - Egenone in entrambe le famiglie. La famiglia Khuen appare come casata cavalleresca per la prima volta nel 1311, quando ser Egenone di Termeno con tutti i suoi eredi viene esentato dagli ufficiali del Principe vescovo di Trento dalle imposte e da tutti gli obblighi cui era sottoposta la cittadinanza di Termeno in cambio del suo impegno militare con cavallo e armatura in difesa della comunità. Il figlio di Egenone, il Dominus Chuonradus von Tramin, era detto "Chuon" (il Coraggioso) e da questo appellativo derivò il nome della famiglia Khuen. A lui si deve nel 1368 anche l'acquisizione di Castel Belasi.

### Le origini di Castel Belasi
Una vecchia tesi riportata da Carl Ausserer riteneva gli originari signori di Castel Belasi vassalli dei conti di Appiano, menzionando un Adelpreto de Bellago che compare in un documento del 1189. Questa casata si sarebbe estinta alla fine del XIII secolo e a Ulrico di Ragogna furono infeudati nel 1291 questo castello e Castel Sporo. Anche Aldo Gorfer riporta, seppur con qualche dubbio, questa ricostruzione che farebbe risalire la costruzione del castello al XII secolo e derivare il nome Belasi dal nome personale Belasio (Biagio), uno dei custodi del maniero per i conti di Appiano o per i Flavon. Spiega poi il passaggio del castello ai Khuen di Termeno: Elisabetta, figlio di Giovanni (a sua volta figlio di Ulrico di Ragogna) sposò Cuno di Termeno, fondatore della dinastia.
Ricerche recenti hanno dimostrato che l'Adalpreto de Bellago menzionato nel 1189 non aveva nulla a che fare con il castello, ma con Plag, località presso Appiano. Non esistette mai dunque una originaria famiglia Belasi nel XII secolo, ma l'origine del castello andrebbe post-datata alla seconda metà del XIII secolo, con la famiglia Rubein-Ragogna, proveniente dal Burgraviato di Merano, fedelissima dei Conti di Tirolo.  Corrado, detto Khuen, figlio di Egenone da Termeno, nel 1368 ottenne Castel Belasi da Simone Rubein, forse per via di un debito considerevole della famiglia nei confronti di Corrado, poiché nell'atto non è citata alcuna somma per assicurarsi il castello. Un'altra ipotesi, suffragata da Stephan von Mayrhofen, autore delle "Genealogien des Tiroler Adels" nel XIX secolo, sostiene che il figlio maggiore di Corrado, Arnoldo, sposò Elisabetta di Belasi, ultima discendente della famiglia Rubein, ma non esiste alcuna conferma documentaria di questo avvenimento.

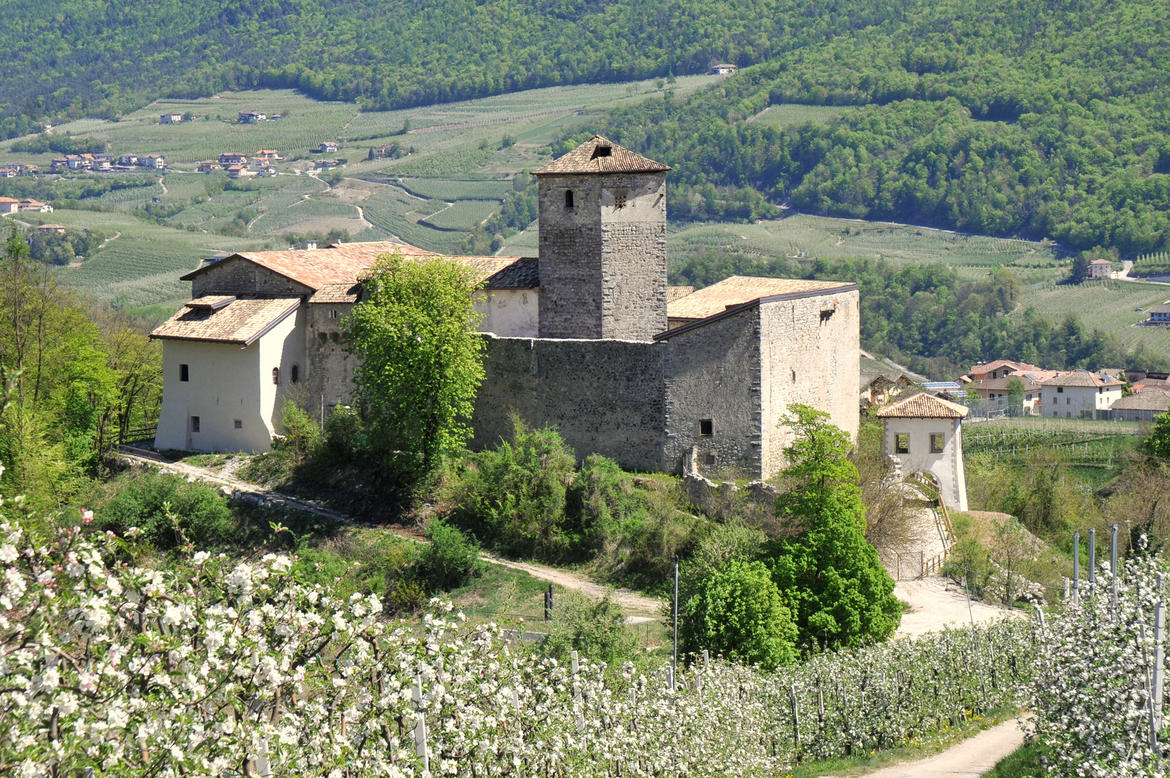
Castel Belasi visto da ovest in primavera

### Il Quattrocento
La famiglia fin dagli ultimi decenni del XIV secolo cercò di rafforzare il proprio legame con il Principato vescovile di Trento: Guglielmo Khuen-Belasi, figlio di Corrado, è menzionato in vari documenti come arbitro o testimone al fianco del principe-vescovo Giorgio di Liechtenstein. Guglielmo fu il primo Khuen ad essere denominato con il predicato "de Belasio", dal nome del castello noneso. Durante l'insurrezione antivescovile cominciata nel 1407 guidata dal conte del Tirolo Federico IV d'Asburgo, detto il Tascavuota, la famiglia fu coinvolta dai sommovimenti politici trentini: il castello, assieme ai limitrofi Castel Corona e Castel Belfort fu conquistato da Pietro Spaur. Una sentenza del dicembre 1420 ordinava di restituire il castello a Ulrico Khuen-Belasi, ma soltanto dopo la sua morte nel 1424 i figli rinunciarono alle sue conquiste militari. Ulrico Khuen ottenne dal vescovo Alessandro di Masovia la decima del vino e dei cereali di Lover, metà della decima di Dercolo, metà della decima a Comasine e dei terreni a Denno e Caldaro e nel 1436 l'investitura dei feudi tirolesi da Federico IV d'Asburgo, che comprendeva Castel Belasi, la decima del vino e dei cereali a Segonzone, la seconda metà della decima a Dercolo, il diritto di regolanato maggiore a Lover e Segonzone e dei diritti di decima a Fai della Paganella, Mezzolombardo e Mezzocorona.

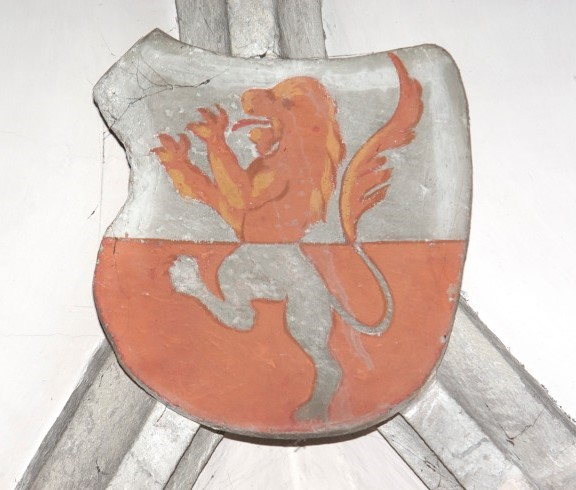
Antico stemma Khuen-Belasi antecedente all'unione con lo stemma Niederthor del 1559 presso la chiesa dei Santi Gervasio e Protasio a Denno

#### Pancrazio Khuen-Belasi
Pancrazio Khuen-Belasi fu il personaggio chiave dell'intera storia dei Khuen.  Signore di Castel Belasi dagli anni '60 fino al 1523, fu in grado di accrescere in modo enorme la ricchezza e il patrimonio della famiglia, rendendola una delle più facoltose e importanti di tutta la regione. Dal suo matrimonio con Pudenziana Firmian nacquero Mattia, Giorgio e Jacopo Khuen-Belasi, i quali diedero origine alle tre diverse linee dinastiche che nel XVI secolo allargarono l'influenza dei Khuen in diverse zone del Tirolo e del Sacro Romano Impero. Egli fu inoltre il primo membro della famiglia a rivestire incarichi politici e amministrativi di rilievo.  Nel 1480 fu scelto dal principe-vescovo Giovanni Hinderbach come capitano della giurisdizione di Castel Tenno, che tra il 1487 e il 1488 dovette fronteggiare la Repubblica di Venezia. Divenne poi vicario vescovile nelle valli di Non e di Sole fino al 1517, stringendo buoni rapporti anche con l'imperatore del Sacro Romano Impero e conte del Tirolo, Massimiliano I d'Asburgo, dal quale ottenne il Castello di Castelbello e Castel Montechiaro, in Val Venosta.

### Il Cinquecento
Il XVI secolo fu il più importante di tutta la storia dei Khuen-Belasi, durante il quale raggiunsero l'apice della loro fama, influenza e ricchezza. I figli ed i nipoti del vecchio Pancrazio Khuen-Belasi, diedero vita a tre distinte linee dinastiche che nel corso del secolo agirono si svilupparono in modo autonomo in diverse aree del Tirolo, pur mantenendo un forte legame reciproco.

#### I Khuen di Castel Belasi
Nel XVI secolo Castel Belasi fu trasformato in una sede prestigiosa ed elegante, degna di una delle famiglie più importanti del Tirolo. I suoi saloni vennero decorati con affreschi raffinati, probabilmente per volontà di Pancrazio II Khuen-Belasi, figlio di Giorgio e nipote dell'omonimo nonno, discendente del ramo trentino della famiglia, che tra il 1556 e il 1569 fu capitano della città di Trento. Sotto la sua guida questo ramo della famiglia raggiunse l'apogeo del suo prestigio. I secoli successivi videro invece un inesorabile declino dei Khuen di Castel Belasi, che continuarono ad amministrare i loro feudi intorno al loro antico maniero in Val di Non, ma non ebbero mai la forza economica e il peso politico che avevano conosciuto nel XVI secolo. Questo ramo della famiglia si estinse all'inizio del XX secolo.

#### I Khuen-Belasi nell'Oltradige
Blasius Khuen-Belasi, figlio di Mattia, il primogenito del vecchio Pancrazio Khuen, rimase orfano del padre in giovanissima età e, con la madre Susanna Firmian, da Castelbello in Val Venosta si trasferì a Castel Englar a San Michele di Appiano. Egli pose le basi per la fortuna della famiglia nell'Oltradige, acquisendo nel 1537 Castel Ganda che ristrutturò completamente, e la giurisdizione di Altenburg. Nel 1541 Blasius Khuen divenne consigliere segreto imperiale, e dal 1560 al 1568 circa fu presidente della Camera delle finanze dell’Alta Austria in Tirolo. Alla sua morte senza eredi Castel Ganda, la giurisdizione di Altenburg e tutti i suoi beni acquisiti nell'Oltradige passarono ai Khuen-Belasi della linea di Lichtenberg, che vi si insediarono stabilmente.

#### I Khuen-Belasi di Lichtenberg
Jacopo, il terzogenito del vecchio Pancrazio Khuen, andò a stabilirsi nel castello di Lichtenberg in alta Val Venosta, dove diede vita al ramo dinastico più grande, illustre ed importante di tutto il casato. Uno dei suoi figli, Johann Jakob Khuen Belasi, nel 1560 fu nominato  arcivescovo 
di Salisburgo.
Un altro dei suoi figli, Rudolf Khuen, divenne Oberststallmeister, ovvero "scudiero supremo", alla corte viennese dell'imperatore Massimiliano II d'Asburgo, dal quale nel 1573 ottenne per sé e per tutto il casato il titolo, di baroni del Sacro Romano Impero.. Nel 1565 egli aveva acquistato la signoria e il castello di Neulengbach, nella Bassa Austria, che rimasero in possesso della famiglia fino al 1646.
Nel 1576 un nipote di Jacopo, Hans Jakob, sposò Margarethe von Niederthor, ultima erede di un'antica e nobile famiglia di Bolzano che risiedeva nel Castello Neuhaus. Grazie a questa unione, i Khuen ampliarono considerevolmente i loro possedimenti. Il loro stemma, raffigurante un leone rampante, qualche anno prima di questo matrimonio, nel 1559, era stato unito a quello dei Niederthor, che rappresentava una torre con un portale aperto. Lo stesso Hans Jakob nel 1592 fu nominato dagli Asburgo Landeshauptmann an der Etsch - "Capitano all'Adige", divenendo così il nobile più influente di tutto il Tirolo meridionale.
Nel 1621 questo ramo dei Khuen, che dopo la morte senza eredi del cugino Blasius aveva ereditato tutti i suoi beni nell'Oltradige, acquisì dai Firmian anche Castel Englar ad Appiano, non lontano da Castel Ganda, destinato a divenire e ad essere tuttora una delle residenze principali della famiglia.
Nel 1619, Johann Eusebius, figlio di Rudolf ricevette il titolo di conte del Sacro Romano Impero. La sua linea maschile si estinse, poiché l’unica erede, Maria Franziska, sposò il conte Paul Pálffy von Erdöd. Il 30 ottobre 1630, l'intera famiglia fu innalzata al titolo comitale per decreto dell'imperatore Ferdinando II d'Asburgo. Successivamente, il 27 luglio 1640, anche i nipoti di Eusebius – Matthias, Karl Balthasar e Leopold – furono insigniti del titolo di conti imperiali.

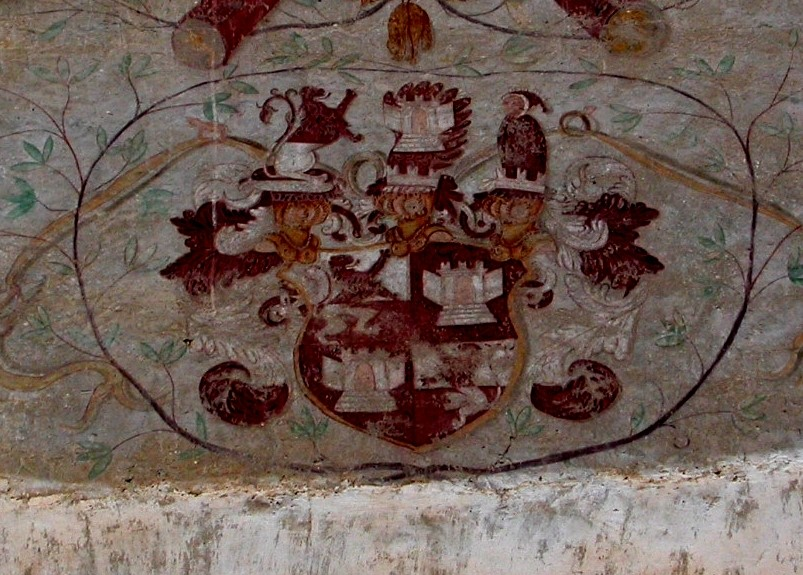
Lo stemma della famiglia Khuen-Belasi affrescato sul palazzo centrale a Castel Belasi

I Khuen-Belasi che vivono tuttora in Alto Adige (e in Austria), nonché quelli che vissero a Castel Belasi nella prima metà del XX secolo discendono da questo ramo della famiglia.

## Possedimenti

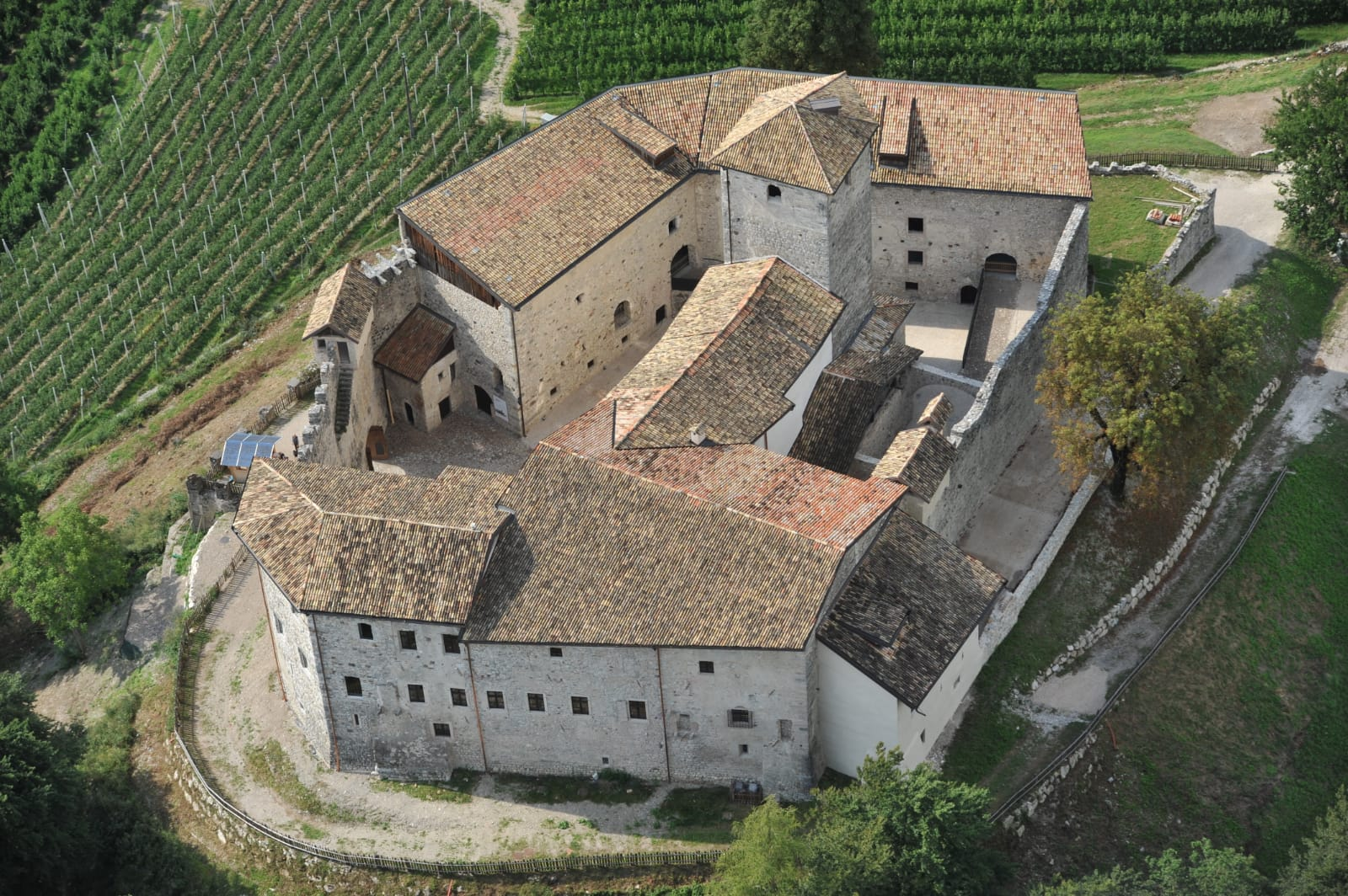
Castel Belasi, a Segonzone (Campodenno)

### In Italia
- Castel Belasi a Segonzone, acquistato da Corrado detto "Chuen di Termeno nel febbraio del 1368 dai Rubein Ragogna. Il castello, acquistato dal comune di Campodenno nel 2000, è stato restaurato ed è ora visitabile.[23]
- Torre Belasi a Mezzolombardo, acquistata nel XIV secolo e venduta soltanto nel XX secolo. L'edificio, con la torre abbassata e trasformata in abitazione, si trova in Piazza Pio XII.
- Castel Englar ad Appiano, antico feudo tirolese dei Firmian, imparentati con i Khuen-Belasi dopo il matrimonio di Susanna Firmian con Mattia Khuen-Belasi (deceduto nel 1513).[24]
- Castel Ganda ad Appiano, acquistato dalla famiglia nel 1537 per 900 fiorini pagati ai proprietari Pernstichs.[25]
- Castel Montechiaro a Prato allo Stelvio, ora in rovina, acquisito fra il 1503 e il 1510 da Pancrazio I Khuen-Belasi, ceduto dagli Spaur. Fu sede del più potente ramo della famiglia.[26]
- Castello di Castelbello, feudo pignoratizio di Pancrazio I dal 1508, che lo scelse come residenza del figlio Mattia.[27] Dopo la morte di Mattia Khuen-Belasi, nel 1531, il maniero passò a Sigmund III Hendl.[28]
- Castel Aichberg ad Appiano.
- Collina di San Pancrazio a Campodenno, nel XVIII secolo, fino alla cessione nel 1758 alla famiglia Zanoni.
- Castel Auer a Tirolo, ereditato dai conti Belasi nel 1919.[29]

### In Austria
- Castello di Naudersberg nel distretto di Landeck in Tirolo, acquisito nel XVI secolo.
- Castello di Katzenstein, a Erl, acquistato da Rudolf Khuen-Belasi, fratello dell'arcivescovo di Salisburgo Johann Jakob (seconda metà del XVI secolo).
- Castello di Neulengbach, acquistato da Rudolf Khuen-Belasi (seconda metà del XVI secolo).
- Palais Pálffy, a Vienna, residenza di Rudolf Khuen-Belasi, la cui figlia Franziska sposò Pál Pálffy nel 1629.

## Genealogia

### La linea originaria
|         |         |                                      |                                      |                                     |                                     |                                                           |                                                           |                             |                                       |                                                  |                                                  |        |         |         |
|         |         |                                      |                                      |                                     |                                     | Egenone di Termeno (doc. 1311)                            |                                                           |                             |                                       |                                                  |                                                  |        |         |         |
|         |         |                                      |                                      |                                     |                                     |                                                           |                                                           |                             |                                       |                                                  |                                                  |        |         |         |
|         |         |                                      |                                      |                                     |                                     |                                                           |                                                           |                             |                                       |                                                  |                                                  |        |         |         |
|         |         |                                      |                                      |                                     |                                     | Corrado "Khuen" †1375 ca.                                 |                                                           |                             |                                       |                                                  |                                                  |        |         |         |
|         |         |                                      |                                      |                                     |                                     |                                                           |                                                           |                             |                                       |                                                  |                                                  |        |         |         |
|         |         |                                      |                                      |                                     |                                     |                                                           |                                                           |                             |                                       |                                                  |                                                  |        |         |         |
| Egenone | Egenone | Arnoldo Elisabetta Rubein di Belasi? | Arnoldo Elisabetta Rubein di Belasi? | Guglielmo †1415 ca.                 | Guglielmo †1415 ca.                 |                                                           |                                                           |                             | Ulrico †post 1436 Barbara Thun (1405) | Ulrico †post 1436 Barbara Thun (1405)            | Matteo                                           | Matteo | Corrado | Corrado |
|         |         |                                      |                                      |                                     |                                     |                                                           |                                                           |                             |                                       |                                                  |                                                  |        |         |         |
|         |         |                                      |                                      |                                     |                                     |                                                           |                                                           |                             |                                       |                                                  |                                                  |        |         |         |
|         |         | Margareth Cyprian Fuchs              | Margareth Cyprian Fuchs              | Giorgio Petra Cles                  | Giorgio Petra Cles                  | Matteo †1454 Dorothea Niederthor (1442)                   | Matteo †1454 Dorothea Niederthor (1442)                   | Jacopo                      | Jacopo                                | Anna Cristoforo Reiffer di Castel Belfort (1435) | Anna Cristoforo Reiffer di Castel Belfort (1435) |        |         |         |
|         |         |                                      |                                      |                                     |                                     |                                                           |                                                           |                             |                                       |                                                  |                                                  |        |         |         |
|         |         |                                      |                                      |                                     |                                     |                                                           |                                                           |                             |                                       |                                                  |                                                  |        |         |         |
|         |         |                                      |                                      | Anna                                | Anna                                | Pancrazio I *1440 ca. †1523 ca. Pudenziana Firmian (1468) | Pancrazio I *1440 ca. †1523 ca. Pudenziana Firmian (1468) | Maria Martin Neideck (1466) | Maria Martin Neideck (1466)           |                                                  |                                                  |        |         |         |
|         |         |                                      |                                      |                                     |                                     |                                                           |                                                           |                             |                                       |                                                  |                                                  |        |         |         |
|         |         |                                      |                                      |                                     |                                     |                                                           |                                                           |                             |                                       |                                                  |                                                  |        |         |         |
|         |         | Jacopo Magdalena Fuchs               | Jacopo Magdalena Fuchs               | Giorgio Barbara Künigl zu Ehrenburg | Giorgio Barbara Künigl zu Ehrenburg | Mattia Susanna Firmian (1513)                             | Mattia Susanna Firmian (1513)                             | Maria Degen Fuchs (1511)    | Maria Degen Fuchs (1511)              | Guglielmo                                        | Guglielmo                                        |        |         |         |
|         |         |                                      |                                      |                                     |                                     |                                                           |                                                           |                             |                                       |                                                  |                                                  |        |         |         |
|         |         |                                      |                                      |                                     |                                     |                                                           |                                                           |                             |                                       |                                                  |                                                  |        |         |         |
|         |         | LINEA DI LIECHTENBERG                | LINEA DI LIECHTENBERG                | LINEA DI CASTEL BELASI              | LINEA DI CASTEL BELASI              |                                                           |                                                           |                             |                                       |                                                  |                                                  |        |         |         |

### La linea di Castel Belasi
|              |              |            |            |                                              |                                              |              |                                                                                               |                                                                     |                                   |                                  |                     |          |          |                                              |                                |                                                       |                                                       |                  |                  |                                 |                                 |                                  |                                  |                                 |                                 |                   |                   |                                |                                |
|              |              |            |            |                                              |                                              |              |                                                                                               |                                                                     |                                   |                                  |                     |          |          | Giorgio †1549-50 Barbara Künigl zu Ehrenburg |                                |                                                       |                                                       |                  |                  |                                 |                                 |                                  |                                  |                                 |                                 |                   |                   |                                |                                |
|              |              |            |            |                                              |                                              |              |                                                                                               |                                                                     |                                   |                                  |                     |          |          |                                              |                                |                                                       |                                                       |                  |                  |                                 |                                 |                                  |                                  |                                 |                                 |                   |                   |                                |                                |
|              |              |            |            |                                              |                                              |              |                                                                                               |                                                                     |                                   |                                  |                     |          |          |                                              |                                |                                                       |                                                       |                  |                  |                                 |                                 |                                  |                                  |                                 |                                 |                   |                   |                                |                                |
|              |              |            |            |                                              |                                              |              |                                                                                               | Cristoforo                                                          | Cristoforo                        | Giorgio (doc. 1545)              | Giorgio (doc. 1545) | Brigitte | Brigitte | Caterina Christoff Payr (1522)               | Caterina Christoff Payr (1522) | Pancrazio II †ante 1569 Dorothea von Rechsberg (1522) | Pancrazio II †ante 1569 Dorothea von Rechsberg (1522) | Carlo †post 1584 | Carlo †post 1584 | Anna Enrico Khuen di Ora (1538) | Anna Enrico Khuen di Ora (1538) |                                  |                                  |                                 |                                 |                   |                   |                                |                                |
|              |              |            |            |                                              |                                              |              |                                                                                               |                                                                     |                                   |                                  |                     |          |          |                                              |                                |                                                       |                                                       |                  |                  |                                 |                                 |                                  |                                  |                                 |                                 |                   |                   |                                |                                |
|              |              |            |            |                                              |                                              |              |                                                                                               |                                                                     |                                   |                                  |                     |          |          |                                              |                                |                                                       |                                                       |                  |                  |                                 |                                 |                                  |                                  |                                 |                                 |                   |                   |                                |                                |
|              |              |            |            |                                              |                                              |              | Giorgio †1597 Anna Anich di Cortaccia (1569) Caterina Spaur                                   | Giorgio †1597 Anna Anich di Cortaccia (1569) Caterina Spaur         |                                   |                                  |                     |          |          | Ercole                                       | Ercole                         |                                                       |                                                       |                  |                  |                                 |                                 | Ottone Pancrazio Filippina Spaur | Ottone Pancrazio Filippina Spaur | Caterina Hildebrand von Wanngen | Caterina Hildebrand von Wanngen | Barbara           | Barbara           |                                |                                |
|              |              |            |            |                                              |                                              |              |                                                                                               |                                                                     |                                   |                                  |                     |          |          |                                              |                                |                                                       |                                                       |                  |                  |                                 |                                 |                                  |                                  |                                 |                                 |                   |                   |                                |                                |
|              |              |            |            |                                              |                                              |              |                                                                                               |                                                                     |                                   |                                  |                     |          |          |                                              |                                |                                                       |                                                       |                  |                  |                                 |                                 |                                  |                                  |                                 |                                 |                   |                   |                                |                                |
| Anna Sidonia | Anna Sidonia | Anna Maria | Anna Maria | Elena                                        | Elena                                        | Barbara      | Barbara                                                                                       | Giovanni †1630-40 Caterina Ruttin                                   | Giovanni †1630-40 Caterina Ruttin | Apollonia                        | Apollonia           | Giovanna | Giovanna | Dorotea                                      | Dorotea                        | Sidonia                                               | Sidonia                                               | Barbara          | Barbara          | Carlo                           | Carlo                           | Anna Dorotea                     | Anna Dorotea                     | Elisabatta                      | Elisabatta                      | Giorgio Graziadeo | Giorgio Graziadeo | Francesco Pancrazio †ante 1649 | Francesco Pancrazio †ante 1649 |
|              |              |            |            |                                              |                                              |              |                                                                                               |                                                                     |                                   |                                  |                     |          |          |                                              |                                |                                                       |                                                       |                  |                  |                                 |                                 |                                  |                                  |                                 |                                 |                   |                   |                                |                                |
|              |              |            |            |                                              |                                              |              |                                                                                               |                                                                     |                                   |                                  |                     |          |          |                                              |                                |                                                       |                                                       |                  |                  |                                 |                                 |                                  |                                  |                                 |                                 |                   |                   |                                |                                |
|              |              |            |            |                                              |                                              |              | Giorgio Enrico †1670-80 Barbara Elena Tschernenbel Eleonora Brandis                           | Giorgio Enrico †1670-80 Barbara Elena Tschernenbel Eleonora Brandis | Giovanni Battista Maria Trautson  | Giovanni Battista Maria Trautson |                     |          |          |                                              |                                |                                                       |                                                       |                  |                  |                                 |                                 |                                  |                                  |                                 |                                 |                   |                   |                                |                                |
|              |              |            |            |                                              |                                              |              |                                                                                               |                                                                     |                                   |                                  |                     |          |          |                                              |                                |                                                       |                                                       |                  |                  |                                 |                                 |                                  |                                  |                                 |                                 |                   |                   |                                |                                |
|              |              |            |            |                                              |                                              |              |                                                                                               |                                                                     |                                   |                                  |                     |          |          |                                              |                                |                                                       |                                                       |                  |                  |                                 |                                 |                                  |                                  |                                 |                                 |                   |                   |                                |                                |
|              |              |            |            |                                              |                                              |              | Giovanni Jacopo †1694-99 Caterina Khuen-Belasi di Castel Montechiaro Giulia Francesca Carrari |                                                                     |                                   |                                  |                     |          |          |                                              |                                |                                                       |                                                       |                  |                  |                                 |                                 |                                  |                                  |                                 |                                 |                   |                   |                                |                                |
|              |              |            |            |                                              |                                              |              |                                                                                               |                                                                     |                                   |                                  |                     |          |          |                                              |                                |                                                       |                                                       |                  |                  |                                 |                                 |                                  |                                  |                                 |                                 |                   |                   |                                |                                |
|              |              |            |            |                                              |                                              |              |                                                                                               |                                                                     |                                   |                                  |                     |          |          |                                              |                                |                                                       |                                                       |                  |                  |                                 |                                 |                                  |                                  |                                 |                                 |                   |                   |                                |                                |
|              |              |            |            | Francesco Ferdinando †1752-54 Caterina Spaur | Francesco Ferdinando †1752-54 Caterina Spaur | Maria Teresa | Maria Teresa                                                                                  | Giovanna Jacobina                                                   | Giovanna Jacobina                 | Anna Caterina                    | Anna Caterina       |          |          |                                              |                                |                                                       |                                                       |                  |                  |                                 |                                 |                                  |                                  |                                 |                                 |                   |                   |                                |                                |

## Membri illustri

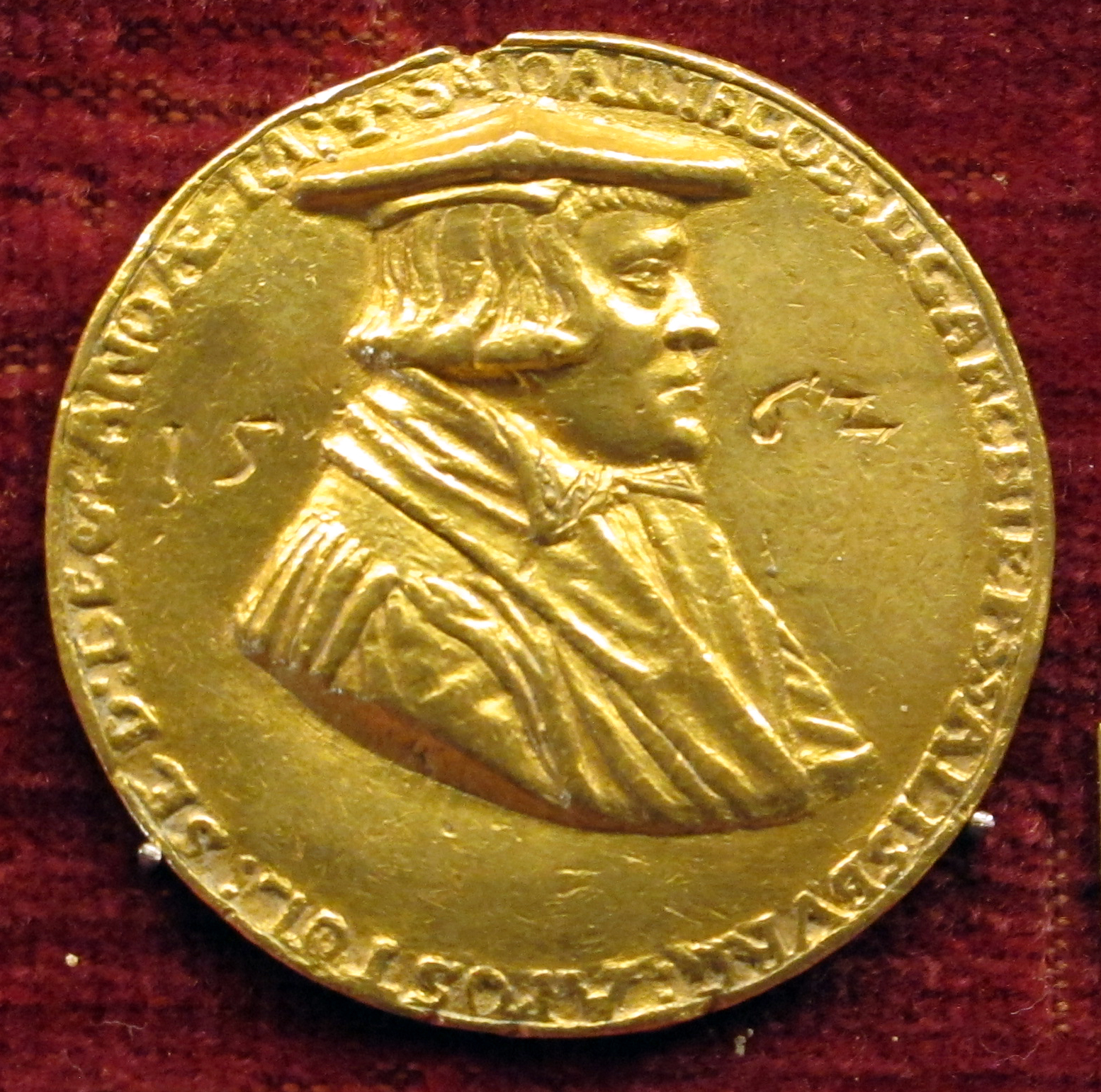
Hans Aesslinger, Medaglione di Johann Jakob Khuen-Belasi, 1562

- Pancrazio I Khuen-Belasi (1440 ca.-1523), capitano della giurisdizione di Castel Tenno dal 1480 fino al 1488-89 e successivamente vicario vescovile nelle valli di Non e di Sole almeno fino al 1517.[14]
- Pancrazio II Khuen-Belasi, capitano di Trento nel 1556, dal 1559 al 1561, dal 1565 al 1566.[34]
- Johann Jakob Khuen-Belasi (1512-1586), arcivescovo di Salisburgo dal 1560 al 1586.
- Hans Jakob Khuen-Belasi (1549-1607) capitano della regione all'Adige dal 1592 al 1607
- Johann Franz Khuen-Belasi (1649-1702), principe-vescovo di Bressanone dal 1685 al 1702.
- Károly Khuen-Héderváry (1849-1919), bano di Croazia alla fine del XIX secolo e primo ministro d'Ungheria tra il 1910 e il 1912.